# 郭美美 (网络人物)
郭美美（1991年6月15日—），本名郭美玲，别名洋洋，湖南益阳人，中国网络红人，新浪微博昵称“郭美美 baby”。因2011年在新浪微博炫富並牵扯到中國紅十字會而引起廣泛關注及爭議。
2014年7月9日，北京市警方根據手中线索，调查到一起网络赌球案件，並当场抓获正在参与赌博的郭美美。事后郭美美承认了她参加网络賭球。
2015年5月21日，郭美美因涉嫌开设赌场，被北京市东城区人民检察院提起公诉。北京市东城区人民法院于2015年9月11日审理郭美美开设赌场案，认定郭美美犯开设赌场罪，判处有期徒刑5年，并处罚金人民币5万元。
2021年3月18日，郭美美因涉嫌贩卖含有违禁品的减肥产品被上海警方抓获，一审被判处有期徒刑二年六个月，2023年9月刑满释放。

## 早年生活
郭美美生于湖南益阳，其父母早年离异。有媒体报道，郭美美是原国家工商总局局长王众孚的私生女。她自幼随母生活，在单亲家庭长大，1996年起先后在深圳、益阳等地读书。郭初中二年级时被益阳第一中学勒令退学，后转学到益阳市朝阳国际实验学校，两次入学、两次辍学。
2006年于母亲一起先后在益阳和深圳租床位销售一些假冒日韩时装，其母随后也长期经营洗浴、桑拿、茶艺等休闲服务；但母亲在采访中称自己是股神。其大姨曾因开妓院涉嫌容留他人卖淫被公安机关刑事拘留，舅舅也曾因贩毒被判刑。
郭美美曾在歌唱比赛中买奖、也多次出演一些网络短片，并为平面杂志拍摄照片。2008年付费前往非科班的北京电影学院表演专业进修班学习一年。毕业后认识“干爹”、中紅博愛資產管理有限公司前董事王军后和红十字会扯上关系。随后开始炫富，号称她的玛莎拉蒂汽车价值4700万元；但后来她在采访中说她自己的爱玛仕手包都是假货。
郭美美还曾开设网店、拍摄MV，筹拍过电影《海天盛宴韦口》和《我是郭美美》等。其中《我是郭美美》在2013年12月称“预计2014年4月上映”，但国家广播电影电视总局没有给该片发放公映许可；《海天盛宴韦口》上映一月后便被各大视频网站撤下。另外有媒体报道，郭美美的钱是炒股挣来的。
郭美美在狱中向警方供认，她签约南方某演艺公司参与商业演出活动和从事卖淫活动（媒体报道为性交易）。
据澎湃新闻报道，郭美玲之所以改名为郭美美，据称缘于一个算卦大师。郭美美的母亲曾在一次饭局上说，“大师告诉我，将孩子的名字改成郭美美以后，这个孩子能做出惊天动地的大事。”

## 红十字会事件
2011年6月，郭美美在新浪微博炫富，其微博昵称“郭美美baby”，实名认证为“中国红十字会商业总经理”，引发中国公众对中国红十字会所获善款流向的质疑。 后经中红博爱资产管理有限公司总经理翁涛与郭美美本人的相继证实与承认，郭美美所炫耀的昂贵名车名包等财富，主要来源于中紅博愛前董事王军的私人赠与。

## 犯罪被捕
2014年7月10日，媒体报道称郭美美因在里约世界杯期间赌球被北京警方抓捕，并曾在澳门赌博欠债两亿六千万。8月3日深夜，北京警方证实，7月14日，郭美美等人因涉嫌赌博罪被北京市公安局东城分局依法刑事拘留。
2014年8月4日，媒体报道称郭美美承认参与赌博活动、从事性交易、发布虚假信息。她称自己因虚荣心犯下大错，并对因此而造成红十字会声誉受损致歉。在狱中，她表示“出去以后，我不会再去赌博、炫富或者去做一些违法或违背道德的事情，会踏踏实实做人。”另外，根据现有的法律规定，一旦郭美美开设赌场罪名成立，可判处三年以上十年以下有期徒刑和并处罚金的刑事处罚；对于性交易行为，可处十日以上十五日以下拘留，并处五千元人民币以下罚款；情节较轻的，处五日以下拘留或者五百元以下罚款，因此对于性交易行为的处罚属于行政处罚而非刑事处罚。在郭美美被抓捕的消息传出后，新浪微博已经将郭美美一词列入敏感词列表。
2014年8月20日，经北京市东城区人民检察院审查，以涉嫌开设赌场罪依法对郭美美批准逮捕，由公安机关对此案继续开展侦查工作。
2015年5月21日，郭美美因涉嫌开设赌场，被北京市东城区人民检察院提起公诉，北京市东城区人民法院于2015年8月开庭审理此案。检方指控郭美美开设赌场，且情节严重。警方称，2012年底，郭美美在澳门赌场认识了一名外籍职业德州扑克赌徒康某某，很快发展为情人关系，并在北京同居。2013年2月，郭美美让助理吕某在朝阳区北京公馆东塔楼租了间房，月租1.9万元，这间房的一居室成了赌场供众人赌博。而郭美美曾向警方供述，她在世界杯期间在网上下注，连续买了3天，一共赢了数万元人民币。因符合法定受理条件，法院于5月28日依法决定立案审理该案，并于9月11日认定郭美美犯开设赌场罪，判处其有期徒刑5年，并处罚金人民币5万元。郭美美没有当庭提出上诉。9月25日，此案上诉期已满，判决生效，而郭美美将在2015年年内转回湖南服刑。
2019年7月13日，郭美美刑满释放。

## 出獄後與再被捕
郭美美在2019年獲釋後重新開設新浪微博新帳號，於同年11月22日宣佈改名「郭宸溪」，並繼續展示各種自拍、旅游风景與豪华酒店的住宿环境等炫富照片，並有接受夜店DJ的登台工作。2021年1月於新浪微博上直播售賣减肥糖，同年2月21日她與女友坐在劳斯莱斯幻影Celestial上直播，均引起社會討論。
2021年3月18日，上海市公安局浦东分局通报，警方于当月11日破获一起生产、销售含有违禁成分西布曲明减肥产品的案件，涉案金额达5000万余元。警方抓获75名嫌疑人，包括一名时年30岁的郭姓女子。《新京报》引述知情人士消息称，該嫌疑人就是郭美美；红星新闻引述知情人士消息，郭美美等人被抓原因系其明知减肥类食品中添加西布曲明，但仍在直播上和微信销售该食品。同年4月16日，郭美美被上海鐵路運輸檢察院以涉嫌銷售有毒、有害食品罪批准逮捕。7月16日，上海铁路运输检察院依法对郭美美以销售有毒、有害食品罪提起公诉。
2021年10月18日，上海铁路运输法院对郭美美等人制售有毒有害食品一案作出一审宣判，以销售有毒、有害食品罪判处郭美美有期徒刑2年6个月，并处罚金人民币20万元；同案被告汪邹雅被判处有期徒刑7个月，罚金人民币1万元。
2023年9月郭美美刑满释放，其后发表微博，距上次更新已有两年半之久。但郭美美表示未有后续计划。

## 其他事件
2011年，据网络上的消息显示，一家整形医院工作人员爆出郭美美2011年的账单，显示其在整形上花了近13万人民币。2011年9月，郭美美在接受搜狐采访时承认自己曾经做过美容手术。
2011年5月13日，郭美美晒出个人登机照片。其同机白衣男子张晓天于6月24日悄然现身，是上海中医药大学附属曙光医院中医科主任医师。当时郭美美乘坐的是头等舱。
2013年5月6日，网传郭美美爆17.2G与红会领导不雅视频，但此消息未予任何证实，疑为谣言。
2013年5月网上有传言称“郭美美4月24日已经死于澳门”，其根据是郭美美4月3日发出最后一篇微博后再无更新，引来众多网友关注。5月6日郭美美微博否认死讯，称“我很好，造谣者毙！”回应传言。
2014年4月，郭美美被爆出在澳门赌博欠下两亿六千万元赌债。
2014年7月17日，疑似郭美美的不雅视频疯传，大量网民看到郭美美与一男子口交的画面。
2014年7月28日，网传郭美美的干爹王军也被警方带走。
2014年8月8日，北京市朝阳区人民法院通过微博发出庭审预告，定于8月14日上午9时开庭审理杨秀宇（网名“立二拆四”）、卢梅非法经营案。在郭美美自称红会商业总经理并炫富一事上，杨秀宇曾攻击红十字会，作为炒作事件的网络推手。

## 相关评论
- 人民网评论说，“郭美美已是成人，她必须为自己的行为负责。”[54]
- 新民网评论说，“贪念太炽而又不以低调为美德，有时看起来差点毁了谁谁谁，实际上到头来只不过是毁了自己而已。”[55]